# Jamil Murad
Jamil Murad (Ubarana, 20 de fevereiro de 1943) é um médico, sindicalista e político brasileiro.
Nascido na cidade de José Bonifácio, no interior paulista, descendente de imigrantes sírios, formou-se pela Faculdade de Medicina da USP de Ribeirão Preto (SP). Trabalhou no Hospital das Clínicas de São Paulo, no Hospital do Servidor Público Estadual e no Hospital Brigadeiro.
Ingressou no Partido Comunista do Brasil (PCdoB) em 1968, no auge da ditadura militar. A partir de 1978, foi eleito para a diretoria do Sindicato dos Médicos de São Paulo por quatro mandatos. Como sindicalista, Jamil Murad foi um dos organizadores e diretor da Pró-Central Única dos Trabalhadores.
Elegeu-se deputado estadual em 1990, obtendo no pleito 15.150 votos. Reelegeu-se para o cargo em 1994, com 25.685 votos, e em 1998, com 47.778 votos. Nas eleições de 2002 foi eleito deputado federal com 95.297 votos. Na eleição de 2006 não foi reeleito, ocupando a terceira suplência da sua coligação.
Foi eleito no dia 5 de outubro de 2008 vereador no município de São Paulo pela coligação PCdoB/PRB/PT/PSB com 28.145 votos, sendo assim um dos vereadores mais votados de sua coligação. Além disto, o vereador numa cerimônia na Câmara Municipal de São Paulo do dia 19 de agosto de 2016 prestou homenagens à Fidel Castro.